# Launaea arborescens

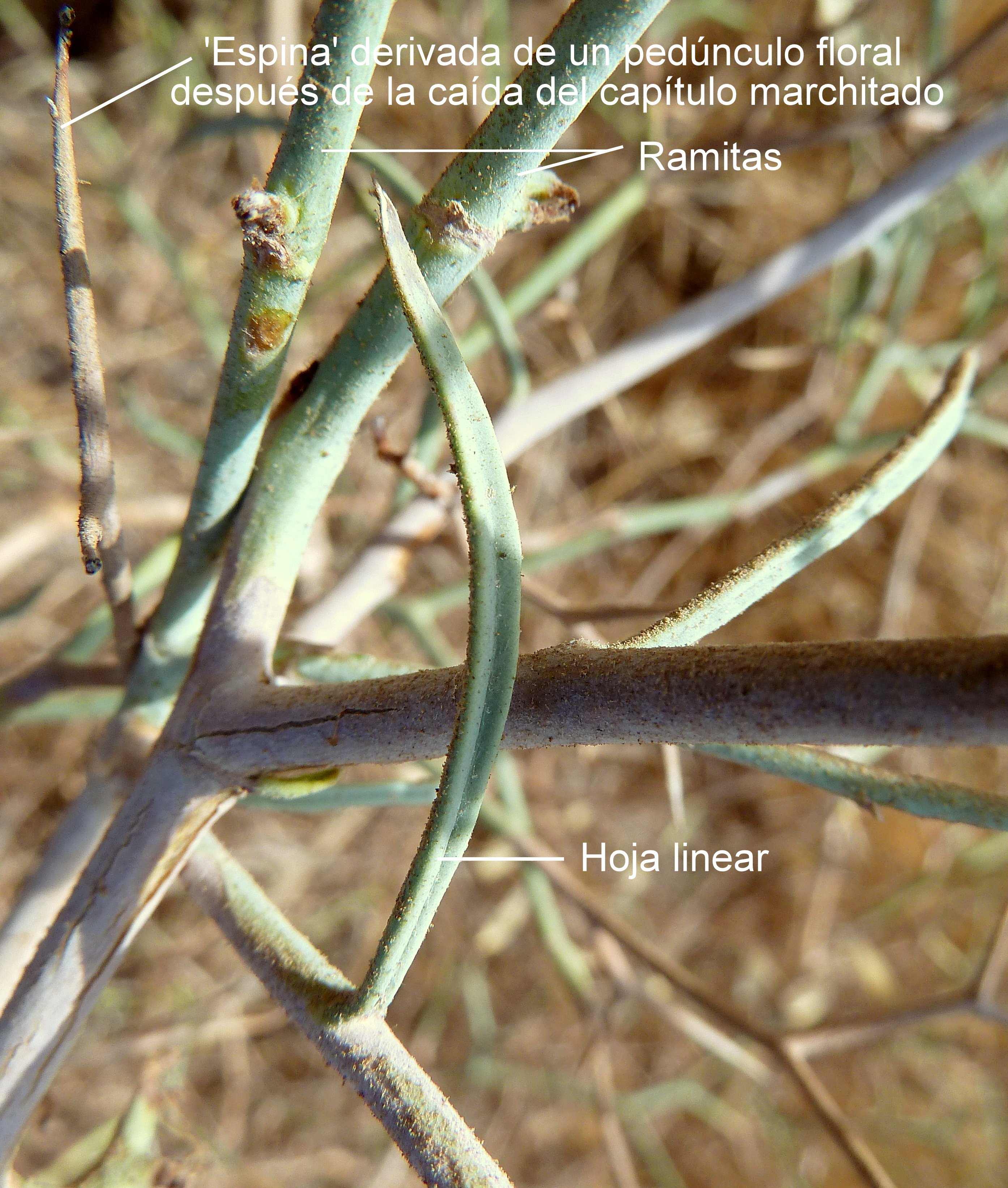
Detall de les fulles linears i pseudoespines

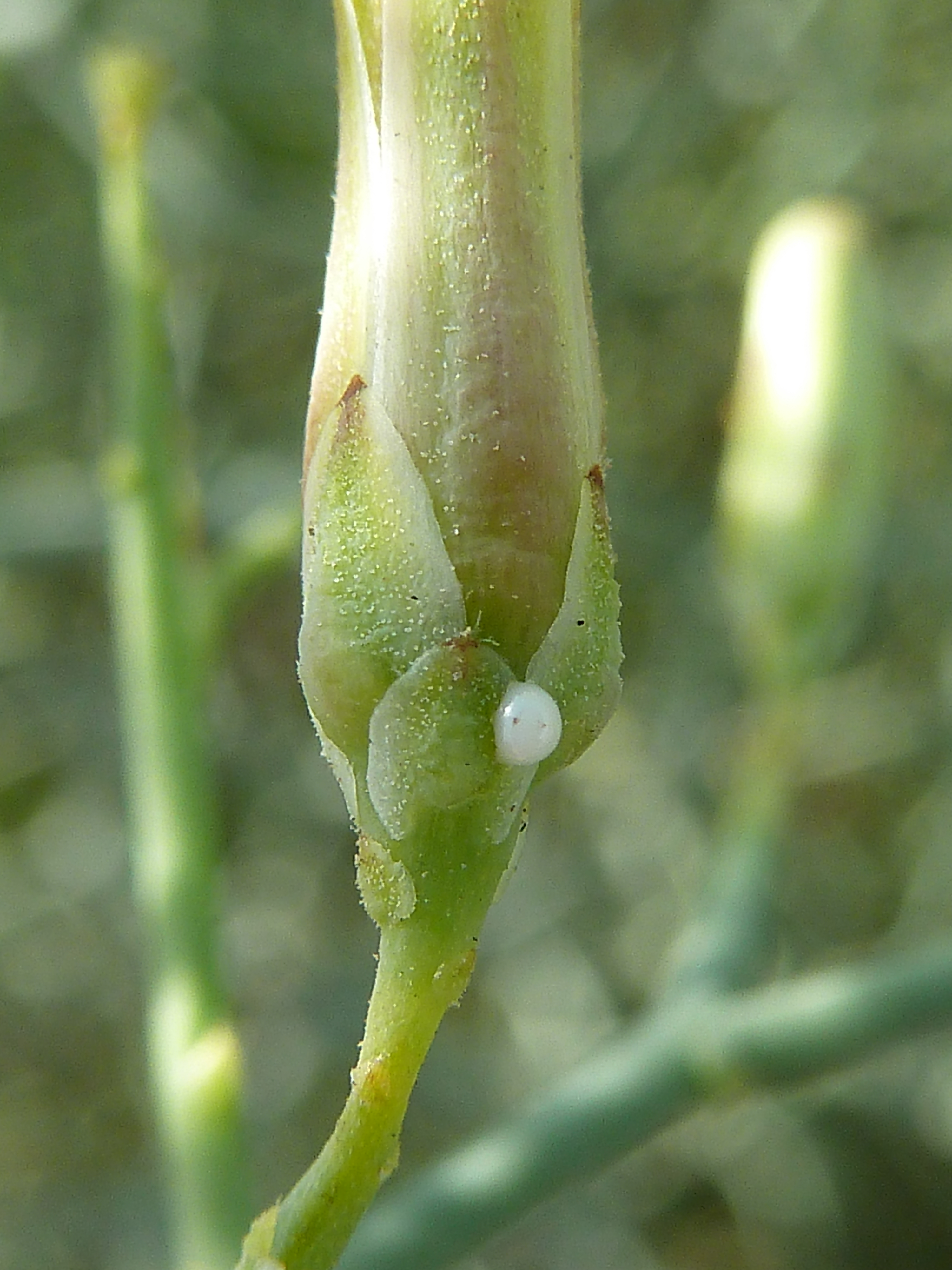
Detall de les bràctees involucrals externes; exsudació de làtex

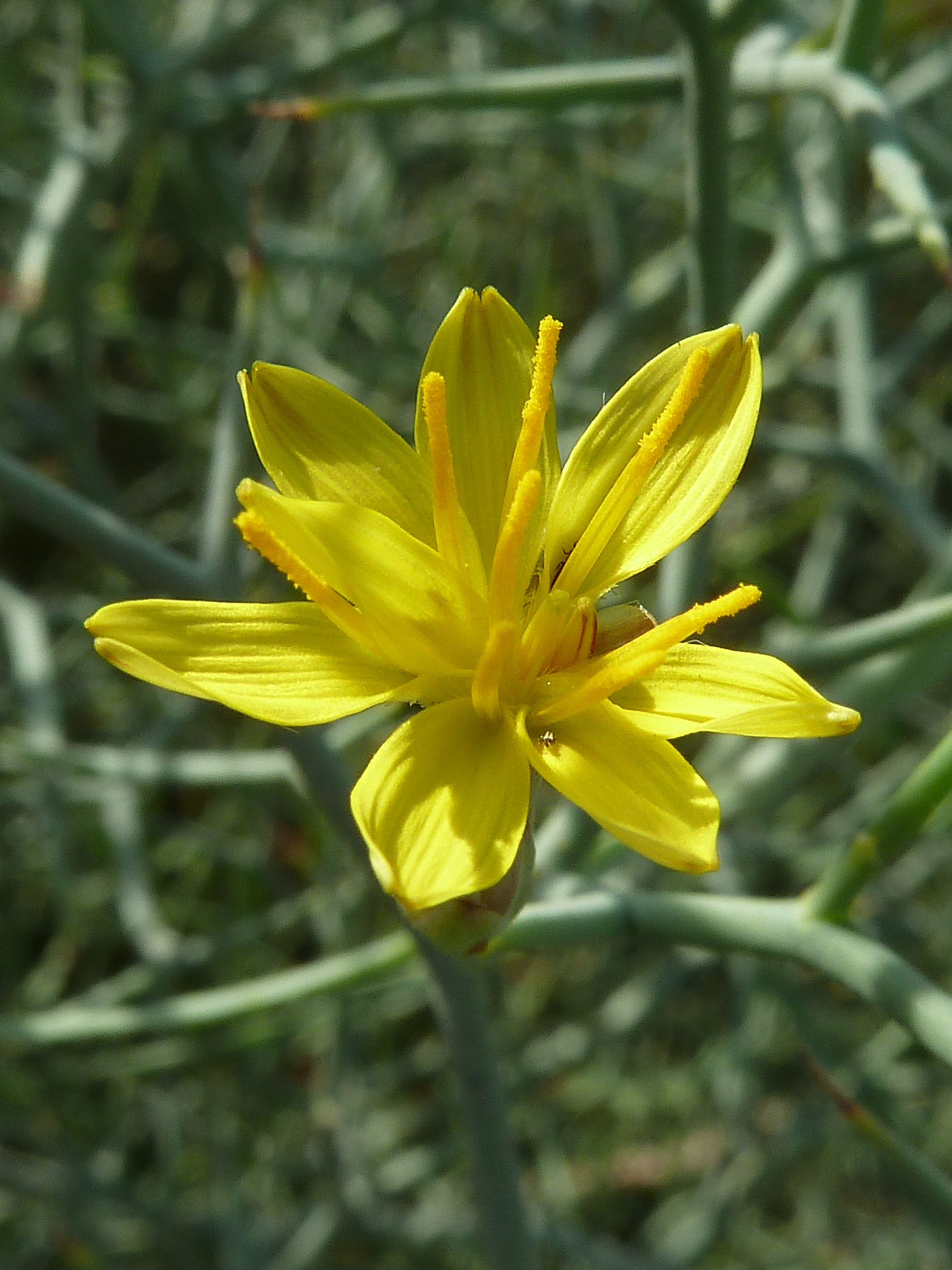
Detall del capítol

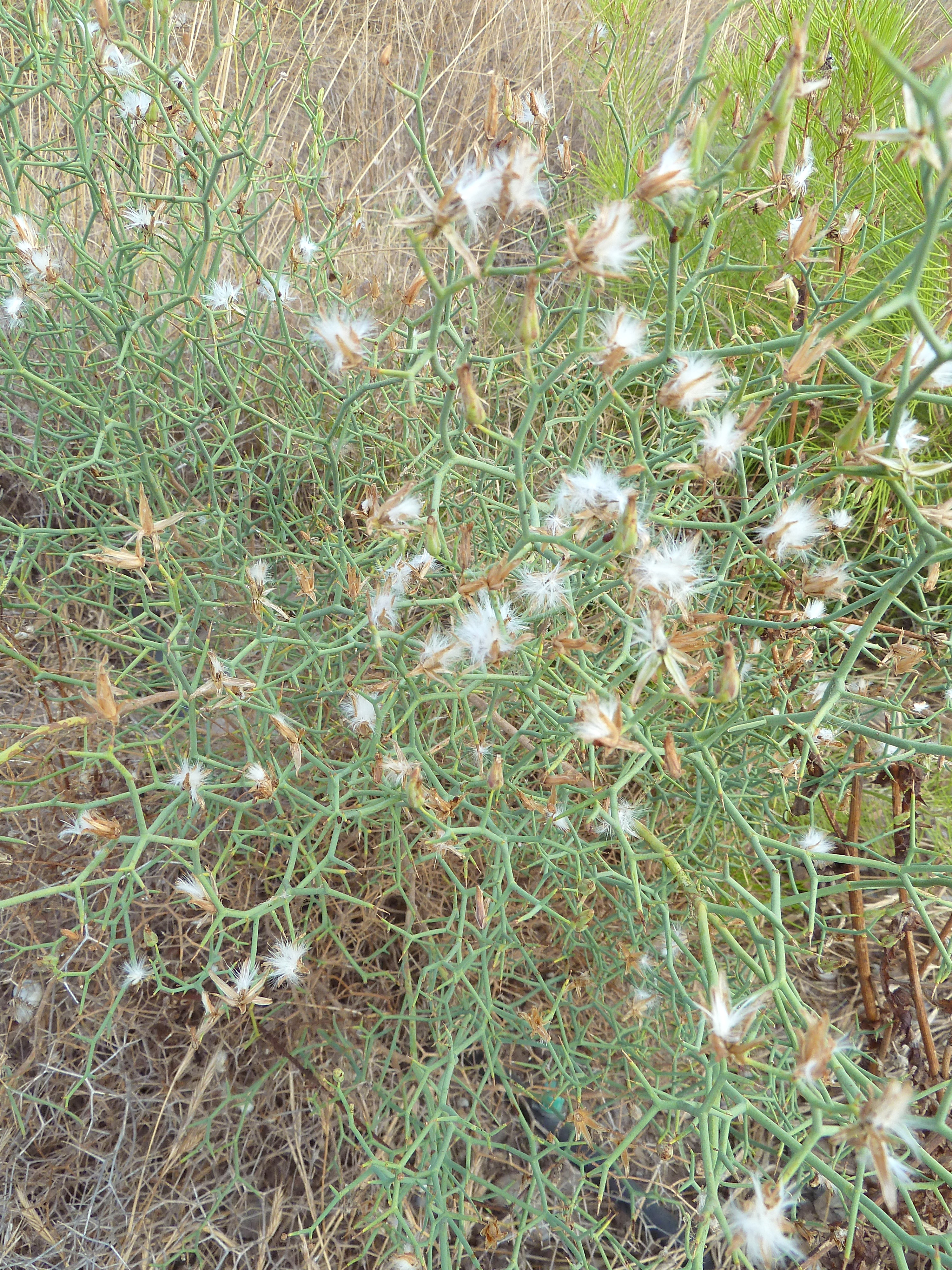
Aspecte general en fructificació

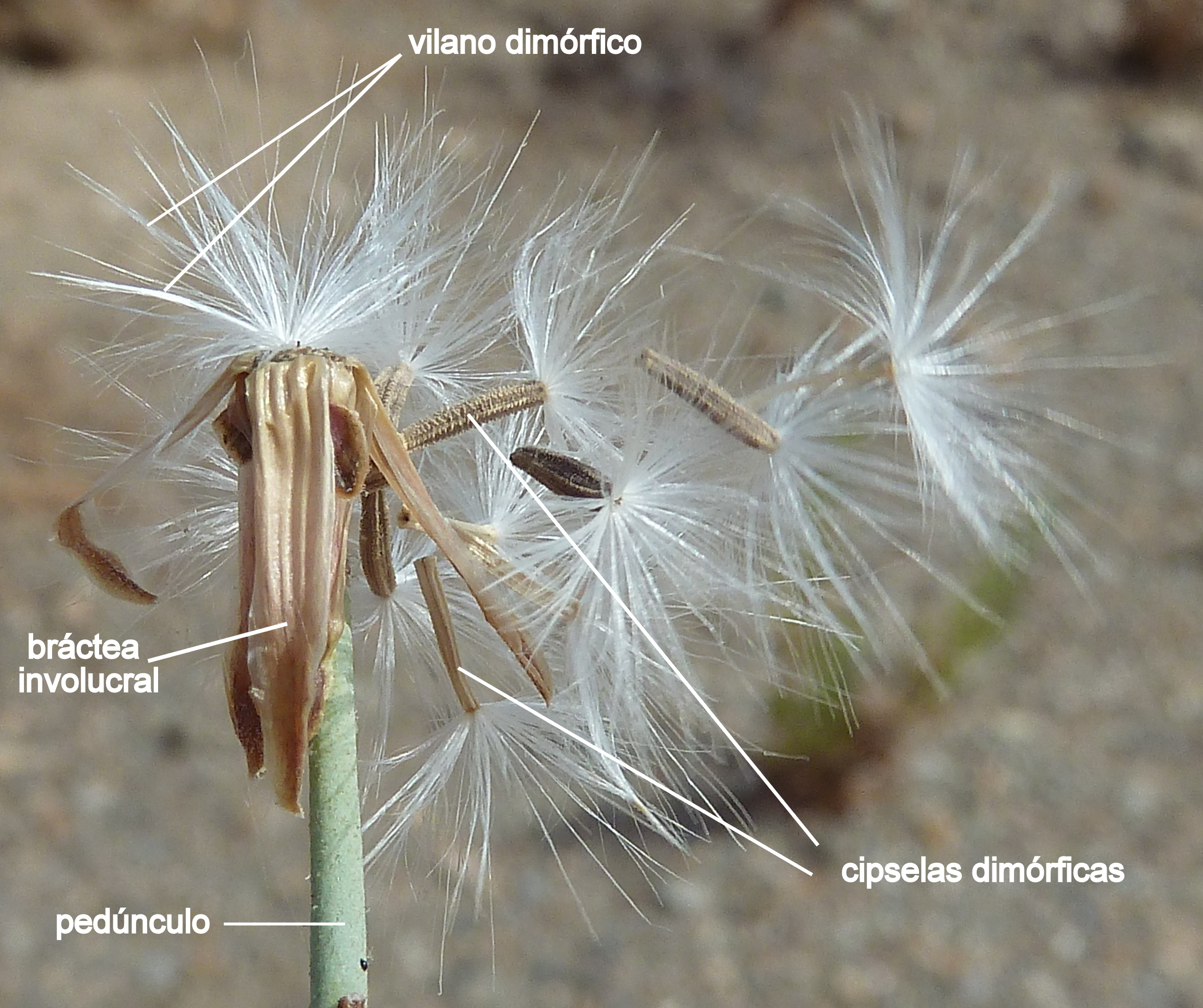
Capítol en fructificació amb cípseles dimòrfiques sub in situ

El gatell o socarell (Launaea arborescens) és una espècie de planta de la família de les asteràcies.

## Descripció
Es tracta d'un arbust de base llenyosa, d'aspecte dens i intricat, molt ramificat de forma zigzaguejant (amb angles de 80-100º), laticífer, d'olor desagradable i d'aparença espinosa després de la caiguda dels capítols, doncs aquestes "espines" són en realitat pseudoespines derivades dels peduncles capitulars modificats quan aquests capítols s'han mort, marcit i caigut.
Fa 50-100 cm; pot arribar a 150 cm d'alçada, té arrels robustes, de profund abast vertical, però també d'extensió lateral. Les fulles, generalment una mica suculentes, en roseta o concentrades a la base dels brots ramals, són més o menys linears, d'1 a 5 mm d'ample per 1-8 cm de llarg, senceres o una mica dentades i, fins i tot, pinnatífides, més o menys abraçadores i decurrents i aviat caduques. Cada brot sosté un capítol cilindricocònic de 7-15 mm d'alt amb les bràctees involucrals externes imbricades i amb marges escariosos; i les internes gradualment més llargues i lanceolades. Envolten un receptacle amb 7-19 lígules amb el limbe de la corol·la de 5-8 x 2-3 mm i l'àpex pentadentat, de color groc amb el revés sovint subratllat de vermellós.
Les cípseles, una mica dimòrfiques, de 2,5-5 x 0,7-1,3 mm, són de forma prismàtica, totes amb 5 costelles principals, acompanyades de 2 de secundàries, amb arrugues transversals tuberculades; les interiors estretament cuneades i de color marró clar, i les perifèriques una mica corbades i comprimides, més espesses i de color marró fosc.

## Distribució i hàbitat
És una espècie nadiua de les zones costaneres del sud-est de la península Ibèrica, Illes Canàries, i també de les zones àrides i desèrtiques del nord-oest d'Àfrica fins a Mauritània. El seu hàbitat preferent és el propi de matollars, més o menys alterats. Pateix pressió d'herbivorisme per part del bestiar caprí i oví quan és jove. Tolera mitjanament la salinitat.

## Taxonomia
Launaea arborescens va ser descrita originàriament per Jules Aimé Battandier en el Bulletin de la Société Botanique de France, vol. 35, p. 391-392, 1888 com a Zollikoferia arborescens Batt. (basiònim), ulteriorment atribuïda al gènere Launaea per Svante Samuel Murbeck i publicada en Acta Universitatis Lundensis, ser. 2, vol. 19(1), p. 65, 1923.

### Etimologia
- Launaea: nom genèric dedicat a Jean-Claude Michel Mornant de Launay (1750-1816), advocat i naturalista francès.
- arborescens: epítet prestat del llatí i derivat de arbŏr, -bōs = abre; de significat 'arborescent'.

### Sinonímia
- Launaea freyniana Pau
- Launaea melanostigma Pett.
- Prenanthes spinosa T.E.Bowdich
- Sonchus freynianus "Huter, Porta & Rigo ex Huter"
- Sonchus freynianus Huter & al.
- Zollikoferia arborescens Batt.
- Zollikoferia arborescens var. arborescens
- Zollikoferia arborescens var. cerastina Chabert[7]

### Citologia
El nombre de cromosomes de Launaea arborescens és 2n=14.